# Fulwar Skipwith
Fulwar Skipwith (n. 21 februarie 1765 – d. 7 ianuarie 1839) a fost un politician și diplomat american, care a fost consulul Uniunii în Martinique, iar ulterior Consulul-General al Statelor Unite în Franța.

## Biografie
Skipwith a avut un rol important în negocierea termenilor tratatului Louisiana Purchase din 1803. În 1810, a fost singurul președinte, purtând de fapt titlul oficial de guvernator, al efemerei republici a Floridei de Vest, iar ulterior a fost senator al legislaturii statului Louisiana.

Steagul cunoscut ca [The] Bonnie Blue Flag a fost steagul oficial al Republic of West Florida